# Paul Keller (kierowca wyścigowy)
Paul Keller (ur. 29 sierpnia 1938 roku w Basadingen, zm. 29 września 1998 roku w Szafuzie) – szwajcarski kierowca wyścigowy.

## Kariera
Keller rozpoczął karierę w międzynarodowych wyścigach samochodowych w 1971 roku od startu w klasie GT 2.0 24-godzinnego wyścigu Le Mans, którego jednak nie ukończył, ale w swojej klasie uplasował się trzeciej pozycji. W późniejszych latach Szwajcar pojawiał się także w stawce Europejskiej Formuły 2, German Racing Championship, European GT Championship, European Touring Car Championship oraz Interserie.
W Europejskiej Formule 2 Szwajcar wystartował w jednym z wyścigów sezonu 1973, w którym nie zdobył jednak punktów.